# Барби с коледни песни
„Барби с коледни песни“ (на английски: Barbie in a Christmas Carol) е американски анимационен филм от 2008 г.
Той е 10-ият филм от поредицата „Барби“. Създаден е по романа „Коледна песен“ на Чарлз Дикенс. Филмът излиза на DVD на 4 ноември 2008 г.

## Синхронен дублаж

### Озвучаващи артисти
| Роля                                                                               | Изпълнител          |
| ---------------------------------------------------------------------------------- | ------------------- |
| Барби/Идън Старлинг                                                                | Христина Ибришимова |
| Идън Старлинг (песни)                                                              | Мелиса Лайънс       |
| Малката Идън (песни)                                                               | Leanne Araya        |
| Катрин                                                                             | Ася Рачева          |
| Катрин (песни)                                                                     | Шаунта Флеминг      |
| Чъзълуит                                                                           | Катлин Бар          |
| Призракът на миналите Коледи/Ан и Нан                                              | Здрава Каменова     |
| Призракът на миналите Коледи (песни)                                               | Leanne Araya        |
| Призракът на настоящите Коледи/Леля Мари/Призракът на бъдещите Коледи/Г-жа Бийндел | Антония Драгова     |
| Призракът на настоящите Коледи (песни)                                             | Лиза Рот            |
| Призракът на бъдещите Коледи (песни)                                               | Кели Биксби         |
| Тами                                                                               | Татяна Етимова      |
| Тами (песни)                                                                       | Michael Ann Angone  |
| Морис                                                                              | Тодор Георгиев      |
| Морис (песни)                                                                      | Tom Fett            |
| Фреди                                                                              | Ненчо Балабанов     |
| Фреди (песни)                                                                      | Anthony Fett        |
| Ан/Нан (песни)                                                                     | Leanne Araya        |
| Директор на сиропиталището                                                         | Богдан Богданов     |

### Екип
| Обработка           | Арс Диджитал Студио      |
| ------------------- | ------------------------ |
| Превод              | Босила Дончева           |
| Режисьор на диалога | Богдан Богданов          |
| Звукорежисьор       | Георги Цветков           |
| Мишунг              | Благомир Алексиев – Миро |